# グドモ・ビヨ・カス
グドモ・ビヨ・カス (Gudmo Biyo Cas) はソマリランドのサナーグ地域にある町。古代の岩絵が残されている。

## 住民
ソマリ人のイサック氏族のハバル・ジェロ支族のムセ・アボコー支族のBiciide Yunis支族が住む。

## その他
2014年5月、ソマリランド政府は、グドモ・ビヨ・カスをサナーグ地域の新しい地区とする決定をした。
2017年5月、ソマリランドの教育長官がグドモ・ビヨ・カスなどサナーグ地域のいくつかの町を視察。
2018年1月、グドモ・ビヨ・カスに警察署が設置された。